# ماري هايز
ماري هايز (بالإنجليزية: Mary Hays)‏ (4 مايو 1759، لندن في المملكة المتحدة - 20 فبراير 1843، لندن في المملكة المتحدة)؛ كاتِبة وروائية بريطانية.